# Cryptomycocolacomycetes
Cryptomycocolacomycetes es una clase de hongos de la división Basidiomycota que incluye un solo orden Cryptomycocolacales, una familia Cryptomycocolacaceae y esta a su vez comprende dos géneros monotípicos.

## Descripción
Los cryptomycocolacomicetos son parásitos de los ascomicetos e infectan sus esclerocios. Son hongos filamentosos y se caracterizan por la presencia de orgánulos específicos, como los colacosomas. Estos orgánulos son membranosos y conectan las hifas del parásito con las del huésped. Los basidios son particularmente largos.
Los poros septales están asociados con la formación de peroxisomas. Los peroxisomas del polo del huso (SPB, corresponden funcionalmente a los centrosomas) son grandes, en forma de disco e incrustados durante la división del núcleo en un poro de la envoltura nuclear.

## Sistemática
Se clasifican de la siguiente manera:
- Cryptomycocolacales
  - Cryptomycocolacaceae
    - Colacosiphon
      - Colacosiphon filiformis

    - Cryptomycocolax
      - Cryptomycocolax abnormis